# Ysander
Die Ysander (Pachysandra) sind eine Pflanzengattung in der Familie der Buchsbaumgewächse (Buxaceae).

## Beschreibung
Ysander sind immergrüne, oft nur basal schwach verholzende Halbsträucher oder ausdauernde krautige Pflanzen. Ihre Sprossachsen sind kriechend bis liegend. Die in der oberen Hälfte der Sprossachse gedrängt zusammenstehenden, wechselständigen Laubblätter sind ledrig und grob gezähnt, selten ganzrandig.
Die Ysanderarten sind einhäusig getrenntgeschlechtig (monözisch). In endständigen oder seitenständigen, aufrechten, ährigen Blütenständen stehen die Blüten zusammen. Die männlichen Blüten stehen im oberen Teil, die weiblichen im unteren; selten ist nur ein Geschlecht in einem Blütenstand vorhanden. Tragblätter und Blütenhüllblätter sind bewimpert. Es sind Deckblätter vorhanden. Die eingeschlechtigen Blüten sind relativ klein und weiß oder rosafarben. Die männlichen Blüten besitzen zwei Kreise mit je nur zwei Blütenhüllblättern. Bei den männlichen Blüten sind nur vier Staubblätter vorhanden, die die Blütenhüllblätter überragen; außerdem ist ein steriler, vierrippiger Stempel vorhanden, der ein gestutztes oberes Ende besitzt. Die Staubfäden sind abgeflacht und breit. Die weiblichen Blüten besitzen vier bis sechs Blütenhüllblätter. In den weiblichen Blüten sind zwei oder drei Fruchtblätter zu einem zwei- oder dreikammerigen Fruchtknoten verwachsen. Die zwei oder drei Griffel sind lang.
Es werden zwei- oder dreihörnige Steinfrüchte gebildet.

## Systematik und Vorkommen

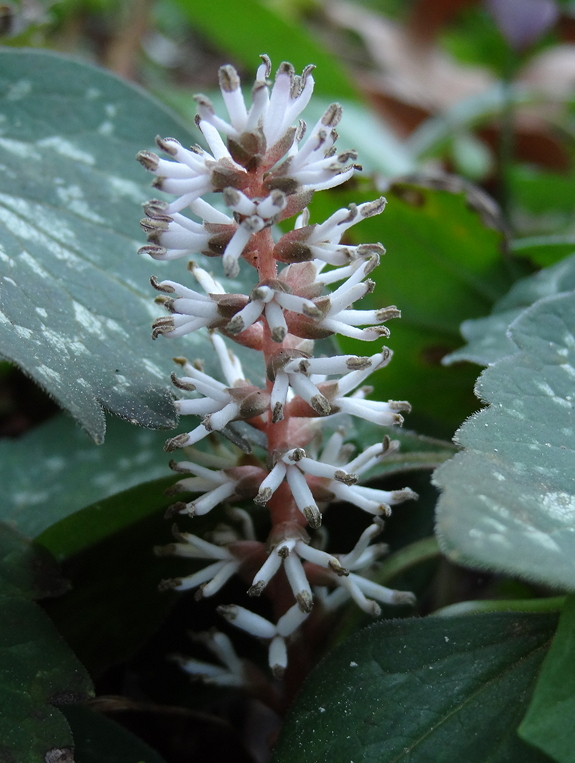
Blütenstand des Amerikanischen Ysander (Pachysandra procumbens)

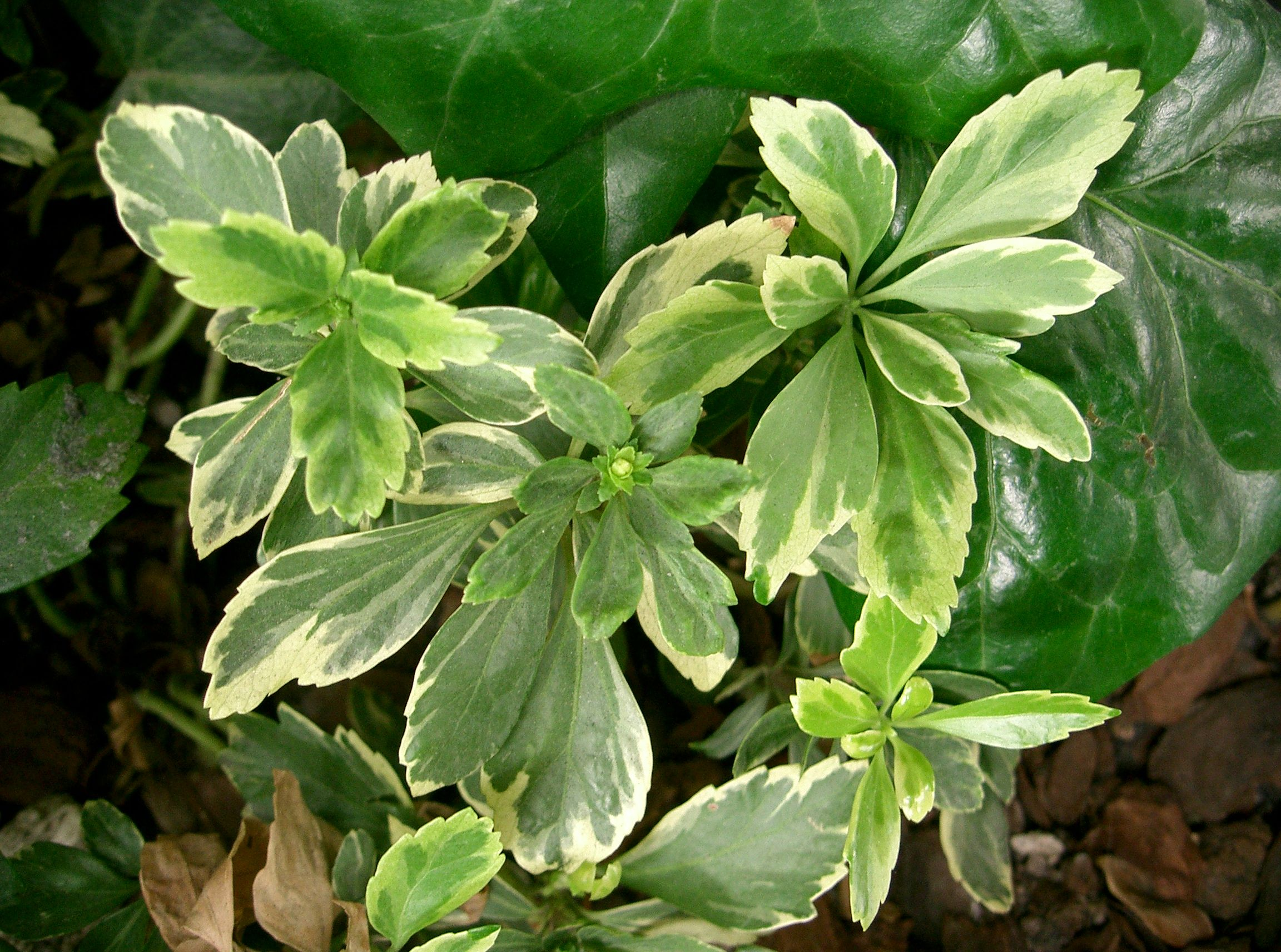
Vom Dickmännchen (Pachysandra terminalis) gibt es Sorten, beispielsweise panaschierte Auslesen.

Die Erstveröffentlichung der Gattung Pachysandra erfolgte 1803 durch André Michaux in Flora Boreali-Americana, 2, S. 177–178, Tafel 45 mit der Typusart Pachysandra procumbens. Die Gattung Pachydandra gehört zur Tribus Sarcococceae innerhalb der Familie der Buchsbaumgewächse (Buxaceae).
Die Gattung besitzt ein disjunktes Areal mit zwei Arten im östlichen Asien und einer Art im östlichen Nordamerika.
Es gibt nur drei Ysanderarten:
- Achselblättriger Ysander (Pachysandra axillaris Franch.): Die zwei Varietäten sind in China und Taiwan beheimatet:
  - Pachysandra axillaris Franch. var. axillaris: Sie gedeiht nur in Wäldern und im Dickicht in Höhenlagen zwischen 1800 und 2500 Meter im westlichen Sichuan, im zentralen und westlichen Yunnan sowie in Taiwan.
  - Pachysandra axillaris var. stylosa (Dunn) M.Cheng: Sie gedeiht nur in Wäldern in Höhenlagen zwischen 600 und 2100 Meter im zentralen und nordwestlichen Fujian, nordwestlichen Guangdong, südlichen Jiangxi, südlichen Shaanxi sowie im südlichen Yunnan.
- Amerikanischer Ysander[4] (Pachysandra procumbens Michx.): Die Heimat ist Louisiana, Kentucky und Florida.
- Japanischer Ysander[4] oder Dickmännchen (Pachysandra terminalis Sieb. & Zucc.): Die Heimat ist Japan und China. In China liegen ihre natürlichen Vorkommen in Höhenlagen zwischen 1000 und 2600 Meter in Gansu, Hubei, Shaanxi, Sichuan sowie Zhejiang.

## Nutzung
Pachysandra wird in Gärten und Parkanlagen als Zierpflanze, genauer gesagt als sogenannter Bodendecker verwendet.

## Inhaltsstoffe
Ysander-Arten und -Sorten sind giftig. Sie enthalten, ähnlich wie der Buchsbaum, Steroidalkaloide mit Pregnan-Grundgerüst. Pachysandrin A und Pachystermin A, die zuerst von Pachysandra terminalis isoliert wurden, zeigen eine geschwürhemmende Wirkung. Pachysamin E, Epipachysamin B und E sowie Pachystermin A wiesen cytotoxische Wirkung gegen Leukämiezellen des Typs P388 und P388/ADR auf. Verschiedene Terminamine sind in der Lage, die Bildung von Metastasen zu hemmen.